# Oleksandr Koshetz
Oleksandr Antónovich Koshetz (en ucraniano: Олександр Антонович Кошиць; Rómashki, gobernación de Kiev, 12 de septiembre de 1875 - Winnipeg, 21 de septiembre de 1944) fue un director de coro, arreglista, compositor, etnógrafo, escritor, musicólogo y conferencista ucraniano que ayudó a popularizar la música ucraniana en todo el mundo.
Hubo un tiempo en que una actuación del Coro Nacional Ucraniano de Koshetz ostentaba el récord mundial de asistencia de público, excluyendo los eventos deportivos. Su actuación también popularizó Shchédrik de Mikola Leontóvich en su concierto, que Peter Wilhouski luego tradujo al popular Carol of the Bells.

## Biografía

### Primeros años
Koshetz nació en el pueblo de Rómashki en la gobernación de Kiev, Imperio ruso. Se graduó en la Academia Teológica de Kiev en 1901 y luego estudió en la Escuela de Música y Drama de Mikola Lísenko (1908-1910). Enseñó música coral en el Conservatorio Imperial de Música de Kiev, dirigió la orquesta del Teatro Sadovski y luego se fue dirigente y director de coro de la ópera de Kiev (1916-1917).
También recopiló canciones populares ucranianas de las áreas centrales de Ucrania (especialmente alrededores de Kiev), así como de la moderna zona rusa de Kubán (conocida como Ucrania Frambuesa), donde se propuso especialmente ver si las tradiciones musicales de los cosacos del Dniéper todavía están presentes en sus descendientes, los cosacos de Kubán, que se reasentaron allí tras la disolución del Sich de Zaporiyia. En este último caso, también logró recopilar varias canciones.
A partir de 1911, la dirección de la Escuela Imperial de Música lo invitó a dirigir una clase de canto coral en la escuela y más tarde en el conservatorio. En 1912, Mikola Sadovski invitó a Oleksandr Koshits a ser director de su teatro, donde representó óperas de Mikola Lísenko, Denis Sichinski, Pietro Mascagni, El cuento del viejo molino de Spiridon Cherkasenko y otros.

### Coro Nacional Ucraniano y emigración
Después de la Primera Guerra Mundial, Koshetz fue cofundador y director del Coro de la República de Ucrania (más tarde rebautizada como Coro Nacional de Ucrania). El coro realizó una gira por Europa y América en 1919-1924 y 1926-27, en apoyo de la diáspora ucraniana.
En 1917, Koshetz se casó con una exalumna y cantante de sus coros, Tetiana Koshetz, quien más tarde se convertiría en vocalista del Coro Nacional de Ucrania, profesora de canto y, después de 1944, curadora del Centro Educativo y Cultural de Ucrania en Winnipeg. 
Fue Koshetz quien presentó la canción Shchédrik de Mikola Leontóvich, en un concierto en Kiev en 1919. Con el tiempo, la canción se convirtió en un clásico navideño con el nombre de Carol of the Bells.
Se mudó a la ciudad de Nueva York en 1922, donde recopiló música litúrgica, arregló y popularizó la música folclórica ucraniana. Koshetz también documentó los viajes del coro en sus memorias With Song, Around the World (en ucraniano: З піснею через світ).
En 1926 se instaló en Nueva York y trabajó en Estados Unidos y Canadá para formar nuevos directores: dirigió cursos de música para directores, etc. En Nueva York, continuó popularizando la música ucraniana con sus composiciones, arreglos y grabaciones de gramófono, y la editorial musical Witmark & Son publicó ediciones masivas de cuarenta y dos canciones populares ucranianas arregladas por Oleksandr Koshits en inglés.
Desde 1941, Koshetz pasó los meses de verano enseñando en Winnipeg, Manitoba (Canadá), donde murió en 1944 a los 69 años.

## Obra
Aunque Koshetz era conocido principalmente como director, también compuso y arregló música. En la década de 1920, tras la creación de la iglesia ortodoxa autocéfala ucraniana, Koshetz compuso su liturgia, la Divina Liturgia de San Juan Crisóstomo, así como diez cantos religiosos ucranianos. Más adelante, durante el exilio, compuso mucha más música religiosa.

## Homenajes
El coro Olensandr Koshetz de Winnipeg lleva su nombre en su memoria. El 26 de marzo de 2006 se produjo en la Universidad de Manitoba un concierto único titulado Unknown Koshetz, que contó con el coro Olexandr Koshetz de Winnipeg interpretando "orquestaciones corales" de Koshetz sobre música de Hawái, Escocia, afroamericana y de las Primeras Naciones, cantadas en traducciones tanto al inglés como al ucraniano. Los archivos personales de Oleksandr y Tetiana Koshetz permanecen en el Centro Educativo y Cultural de Ucrania en Winnipeg, Manitoba (Canadá).
Con motivo de su 130 cumpleaños, los mejores graduados de la Academia Nacional de Música de Ucrania Chaikovski celebraron un concierto conmemorativo en la catedral del monasterio de las Cuevas de Kiev, bajo el patrocinio del presidente Yúschenko y con la bendición de la iglesia ortodoxa ucraniana.